# Пляска скелетов
«Танец скелетов» (англ. The Skeleton Dance) — чёрно-белый короткометражный музыкальный мультфильм Уолта Диснея 1929 года. Является первым музыкальным мультфильмом и первым в серии «Silly Symphonies». В мультфильме звучит «Пляска смерти» Сен-Санса (англ. Danse macabre (Saint-Saëns)) и «Марш троллей» Эдварда Грига в обработке Карла Сталлинга.
Мультфильм занимает 18 место в списке 50 величайших мультфильмов, составленном историком анимации Джерри Беком в 1994 году.

## Сюжет
Зловещая темнота окутывает старинное кладбище, на котором после полуночи рядом с могилами вытанцовывают забавные скелеты. Но первый утренний крик петуха прервёт танцоров.

## Отзыв критика
Для сочинения фоновой музыки Уолт Дисней пригласил Карла Сталлинга. Он не только сочинил и аранжировал музыку для «Пароходика Вилли», но и предложил идею для фильма «Танец скелетов», тем самым открыв дорогу сериалу «Глупые симфонии».
Фильм стал триумфом для Диснея, Айверкса и Столлинга, принципиальной работой, в которой каждый из них блестяще проявил свои способности и наилучшим образом достиг своих целей. Минуло уже 50 лет, в мультипликации произошли бесконечные изменения, но этот фильм остаётся одним из лучших среди всех когда-либо сделанных короткометражек.
— Леонард Молтин «О мышах и магии. История американского рисованного фильма» с.68

## В современности
В 2006 году Disney выпустила DVD «Disney Sing Along Songs: Happy Haunting», куда включила «Пляску скелетов» с наложенной тематической песней Spooky, Scary Skeletons, сочинённая Эндрю Голдом и выпущенная в 1996 году в его альбоме «Halloween Howls: Fun & Scary Music».